# Otto August Dörr
Otto August Dörr (3 de diciembre de 1831; Ludwigslust-18 de noviembre de 1868; Dresde), fue un pintor alemán de retratos, arquitectura, pintura sobre género, animalística y paisajes.

## Biografía
Dörr nació en 1831, fue criado por su padre, Konrad Dörr, hijo de un copero de la corte, y creció con seis hermanos. Antes de 1845, estudió y recibió lecciones de dibujo del grabador de cobre Hoffmann en Ludwigslust, esto fue seguido de lecciones extraídas del pintor de la corte de Mecklemburgo-Schwerin, Friedrich Christian Georg Lenthe en Ludwigslust. Entre los años de 1850 a 1852, Dörr estudió en la Real Academia Prusiana de las Artes junto a Carl Steffeck y Franz Krüger en Berlín.
Entre 1852 y 1856, Dörr se quedó en París, allí fue alumno de Alexandre-Gabriel Decamps. En 1855 participó en la Exposición Mundial de París con la obra Blick en una obra de tintura. 
Después de su regreso, trabajó como retratista en Ludwigslust desde 1856, antes de mudarse a Berlín en 1860 y de allí a Dresde en 1862. 

El 4 de diciembre de 1861 se casó con Bertha Staudinger y con ella tuvo tres hijos. En 1867 se quedó con su colega, el pintor Julius Scholtz en París durante unos meses y fue al estudio de Léon Bonnat.

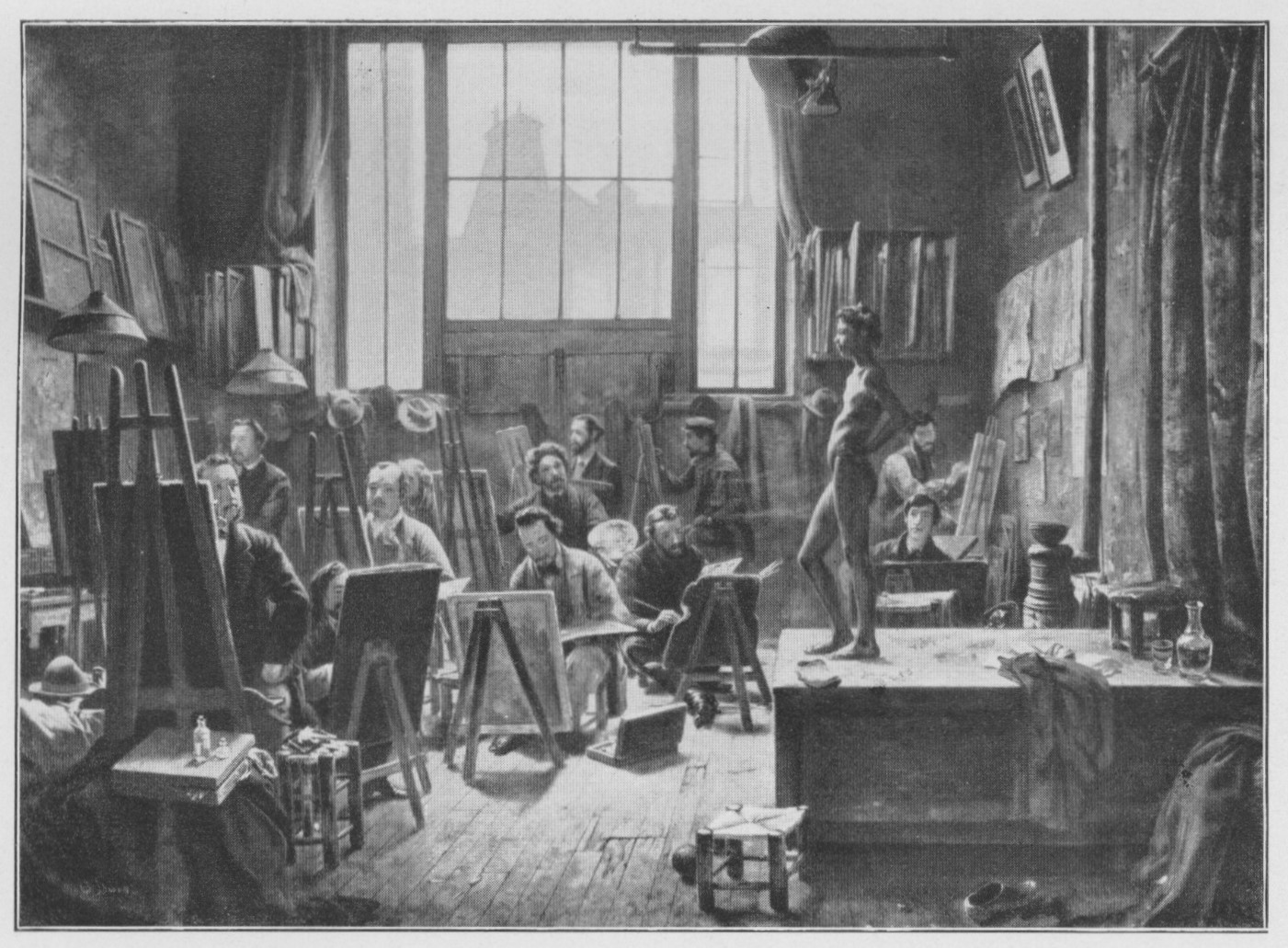
El estudio del pintor de Léon Bonnat. Exposición del siglo en 1906.

## Obras
- Autorretrato, c.1851 o 1852.

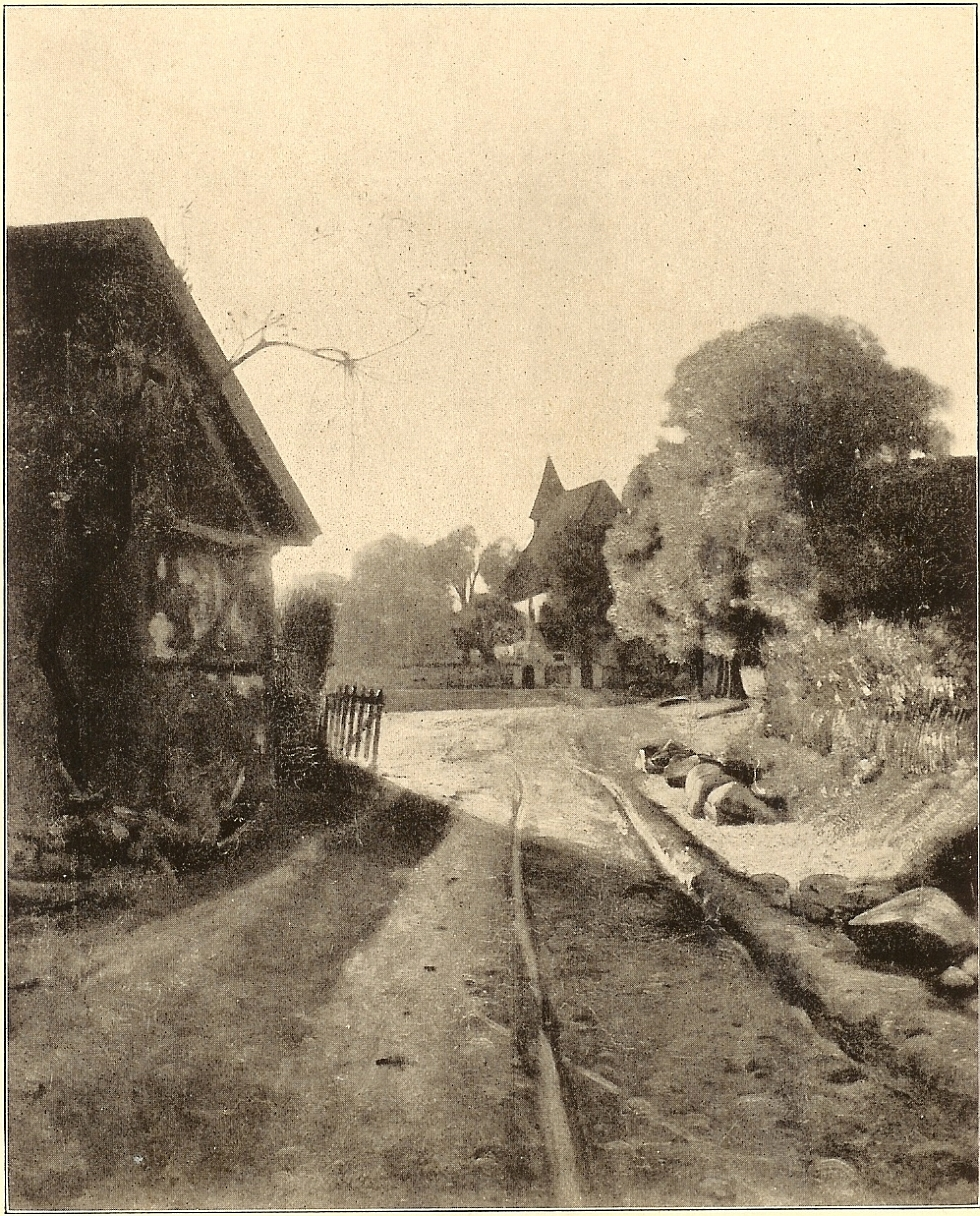
La calle del pueblo de Mecklemburgo, visto desde el pueblo de Biestow cerca de Rostock.

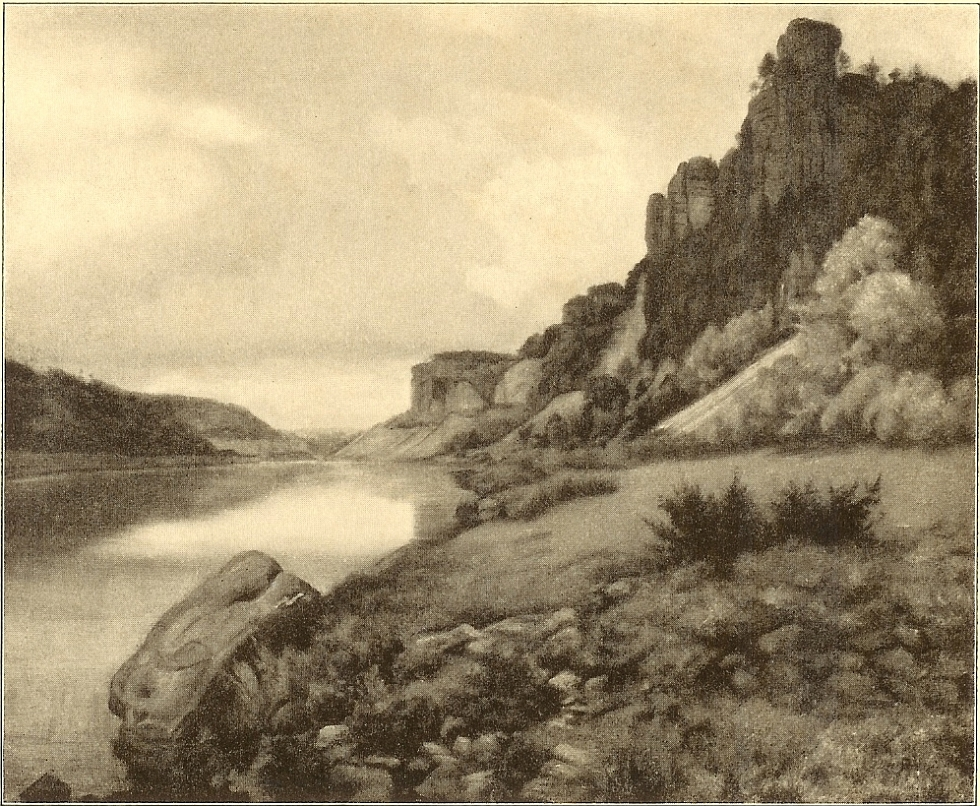
Representación del Elba.

- Vista de una planta en tintura, c.1852.
- Cuatro interiores de un tinte funciona en Fontainebleau , bocetos, paradero desconocido, más recientemente: propiedad privada de Wilhelm Gentz
- La Sra. Schöps, hermana del artista , alrededor de 1855/1860, 105 × 84,5 cm, Hamburger Kunsthalle, inv. No 1225
- Dos paisajes del "Bosque de Fontainebleauer" , antes de 1857, paradero desconocido
- Tres moldes con dragones franceses , 1856, último: Bad Reichenhall de propiedad privada
- Fotografía de la novia de Bertha Staudinger (su esposa posterior), 1860, paradero desconocido
- Vista interior de la iglesia en Warnemünde , 1864, óleo / lienzo, 65,5 × 79 cm, sin terminar, Hamburger Kunsthalle, inv. No 1226
- Estudio actual del estudio de Bonnat , 1867/68, más recientemente: Bad Reichenhall, de propiedad privada.
- En el estudio del pintor de Léon Bonnat en París , 1867, óleo / lienzo, 59 × 81 cm, Dresde, Dresden State Art Collections, Neue Meister Gallery, inv. No. 2449.
- Mecklenburg farmhouse plank, c.1863, óleo/lienzo, 88 × 117 cm, 2014 en la casa de subastas de acero, Hamburgo, allí como: la vida cotidiana en una granja.[1]
- calle del pueblo de Mecklenburg (motivo de la Biestow pueblo cerca de Rostock).[nota 1]
- Salón de la casa de campo de Mecklemburgo.
- Cocina del cortijo de Mecklemburgo.
- Tienda del granjero de Lauenburgo.

## Exposiciones
- 1861-1867: participación en las exposiciones de la Academia de Arte de Dresde.
- 1906: Exposición del siglo del arte alemán en la Galería nacional de Berlín.[2]
- 1934: El retrato en Mecklemburgo en el museo municipal de arte y antigüedades Rostock.[3]
- 1935: Exposición completa de pinturas del pintor de Mecklemburgo Otto Dörr (1831-1868), Kunstverein zu Rostock: pinturas, dibujos, acuarelas, pasteles, en el Museo Municipal de Arte y Antigüedad de Rostock.[4]